# Boekhorst (waterschap)

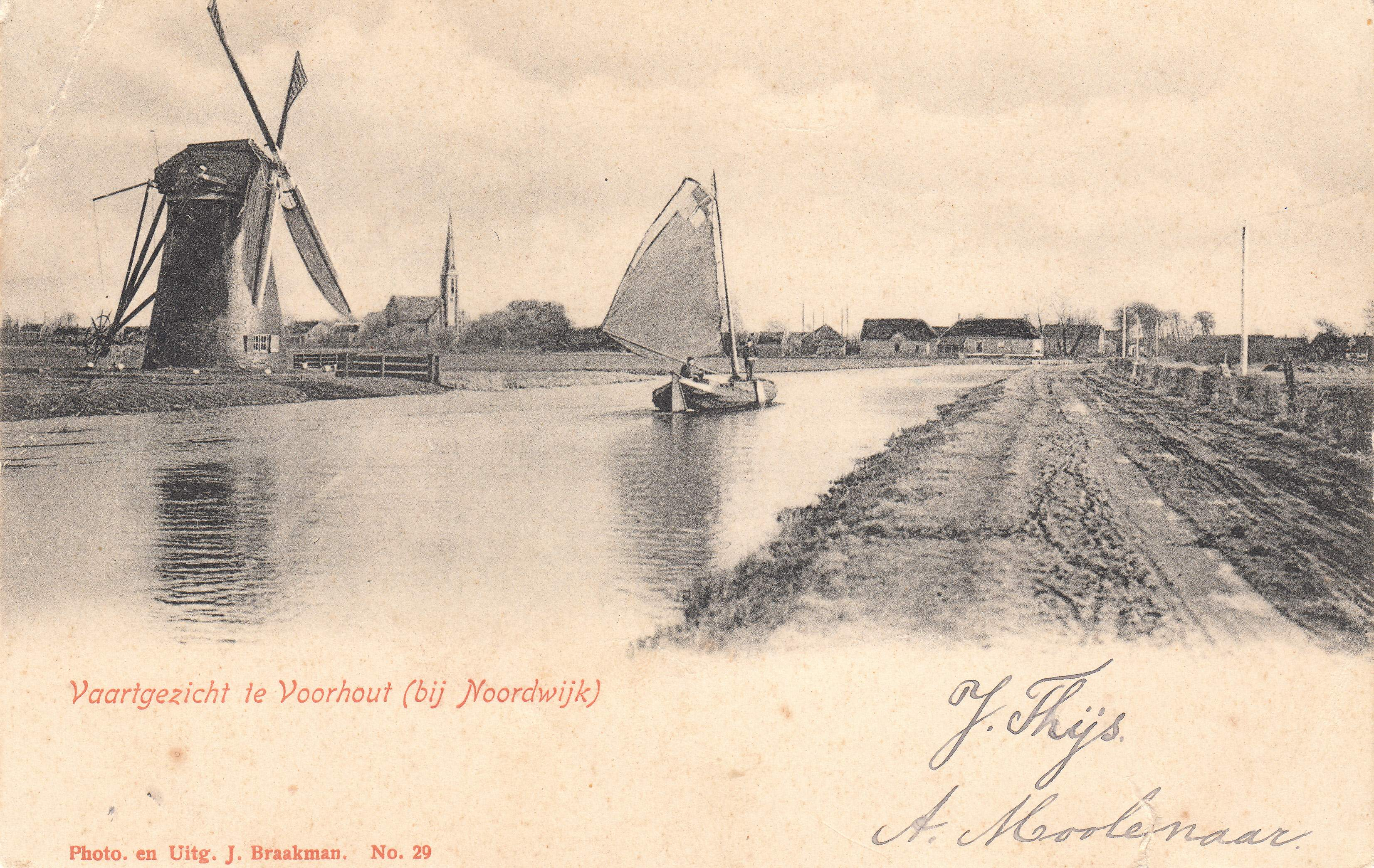
Noordwijkertrekvaart, verlengde van Haarlemmertrekvaart, met polder Boekhorst en gelijknamige molen, 1895, foto: Jacob Braakman

Het waterschap Polder Boekhorst was een waterschap in de gemeente Voorhout, in de Nederlandse provincie Zuid-Holland. De polder was een afscheiding van de Zwetterpolder onder Noordwijk en ontstond na het graven van de Haarlemmertrekvaart (Haarlem-Leiden).
Het waterschap was verantwoordelijk voor de vervening, drooglegging en later de waterhuishouding in de polder.